# Данов, Сергей Михайлович
Сергей Михайлович Данов (16 октября 1934 — 31 июля 2020) — советский учёный, доктор технических наук, профессор. Заслуженный деятель науки и техники. Почётный гражданин города Дзержинска. Заведующий кафедрой «Технология органических веществ» Дзержинского филиала ГГУ/НГТУ (1966-2004), декан химико-технологического факультета (1967-1971).

## Биография
Родился 16 октября 1934 года в городе Армавире, ныне Краснодарского края. В 1957 году завершил обучение в Горьковском государственном университете им. Н. И. Лобачевского. Успешно защитил диссертацию на соискание степени доктора технических наук. Профессор.
С 1957 по 1960 годы работал в должности младшего научного сотрудника НИИ химии при Горьковском государственном университете в городе Горький.
С 1960 по 1966 годы трудился начальником лаборатории ЦЗЛ организации п/я № 16 в ПО «Капролактам», в городе Дзержинске.
С 1966 по 2004 годы работал в должности заведующего кафедрой «Технология органических веществ» Дзержинского филиала Горьковского государственного университета, с 1967 по 1971 годы являлся деканом химико-технологического факультета.
Заслуженный деятель науки и техники Российской Федерации. Почётный работник высшего профессионального образования Российской Федерации. Почётный гражданин города Дзержинска.
Профессор Данов является автором около 500 научных и учебно-методических работ, имеет более 60 авторских свидетельств СССР и патентов РФ. Под его руководством подготовлено и защищено 40 кандидатских и 4 докторские диссертаций. Являлся членом-корреспондентом Российской инженерной академии, членом экспертного Совета Высшей Аттестационной Комиссии РФ. Его работы по разработке новых и совершенствованию действующих производств основного органического и нефтехимического синтеза, а также в области глубокой очистки химических соединений различных классов широко известны научной общественности. 
Проживал в Дзержинске, умер 31 июля 2020 года, похоронен на городском кладбище.

## Награды и звания
- Орден «Знак Почёта»,
- Медаль ордена «За заслуги перед Отечеством» II степени (09.04.2018).
- «Почётный гражданин города Дзержинск».
- Заслуженный деятель науки и техники РСФСР,
- Почётный работник высшего профессионального образования Российской Федерации.